# Quaresma

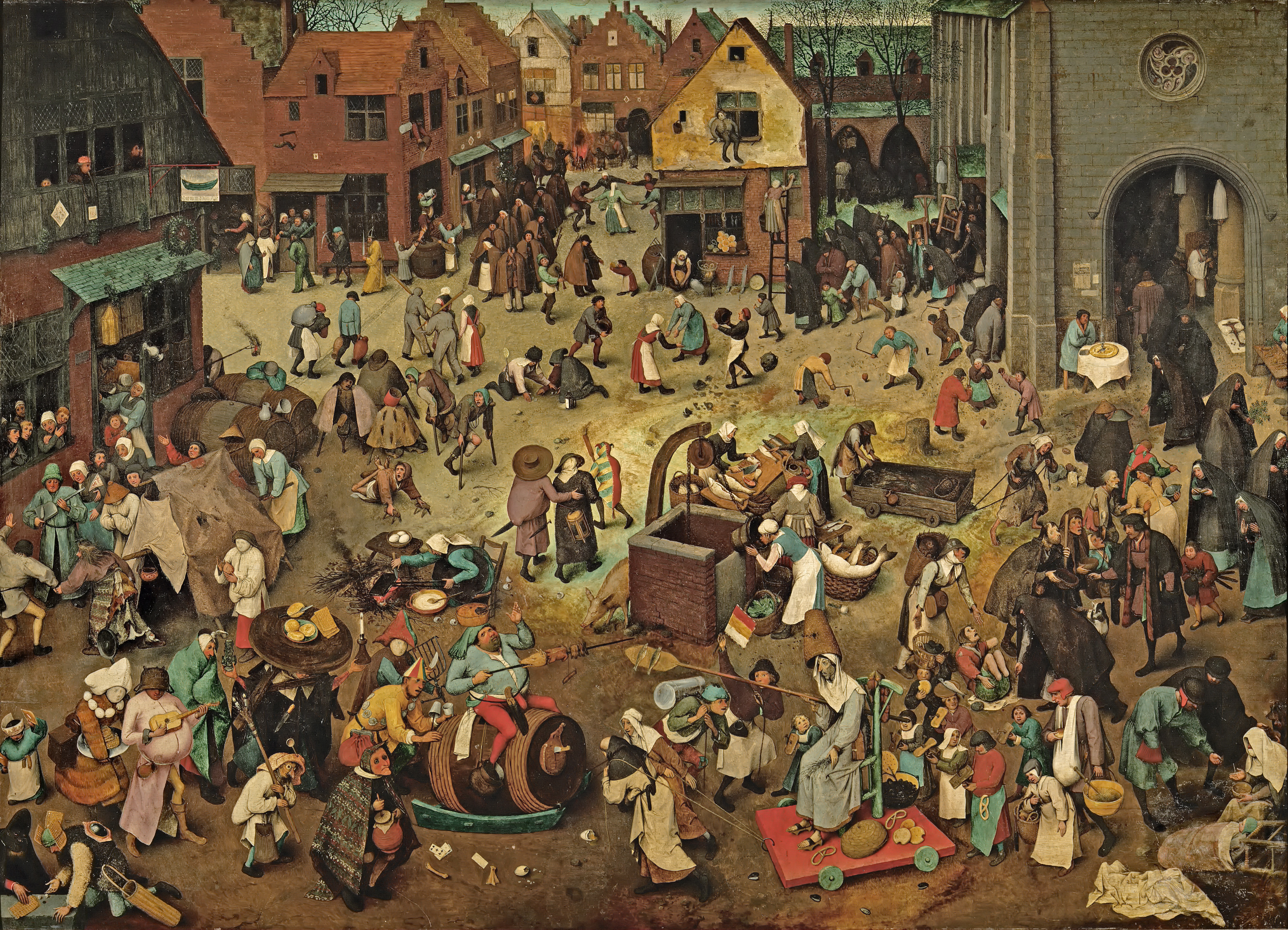
A Luta entre o Carnaval e a Quaresma (1559) — Pieter Bruegel (1564-1638) — Kunsthistorisches Museum, Viena

O Tempo da Quaresma é o período do ano litúrgico que antecede a Páscoa cristã, sendo celebrado por algumas igrejas cristãs, dentre as quais a Católica, a Ortodoxa, a Anglicana, a Luterana e algumas denominações Presbiterianas e Reformadas.
A expressão Quaresma é originária do latim, quadragesima dies (quadragésimo dia). O adjetivo referente a este período é dito quaresmal ou, mais raro, quadragesimal.
Em diversas denominações cristãs, o Ciclo Pascal compreende três tempos: preparação, celebração e prolongamento.
A Quaresma insere-se no período de preparação.
Os serviços religiosos desse tempo intentam a preparação da comunidade de fiéis para a celebração da festa pascal, que comemora a ressurreição e a vitória de Cristo depois dos seus sofrimentos e morte, conforme narrados nos Evangelhos.
Esta preparação é feita por meio de jejum, abstinência de carne, mortificações, caridade e orações.
A separação do Carnaval e o período da Quaresma inspira um vasto grupo de tradições folclóricas, algumas oriundas de ritos anteriores ao Cristianismo referentes ao pouso do inverno e do posterior renascimento primaveril da terra, no hemisfério norte.

## Tempo da Septuagésima
Em alguns ritos e denominações cristãs, o período de preparação para a Páscoa inicia 17 dias antes da Quarta-feira de Cinzas, chamado Tempo da Septuagésima. Neste tempo de preparação remota, a liturgia apresenta a criação, elevação e queda do homem. Este tempo inicia com o Domingo da Septuagésima, abrange os domingos da Sexagésima e Quinquagésima, até a Quarta-feira de Cinzas, início da Quaresma.

## Quarenta dias

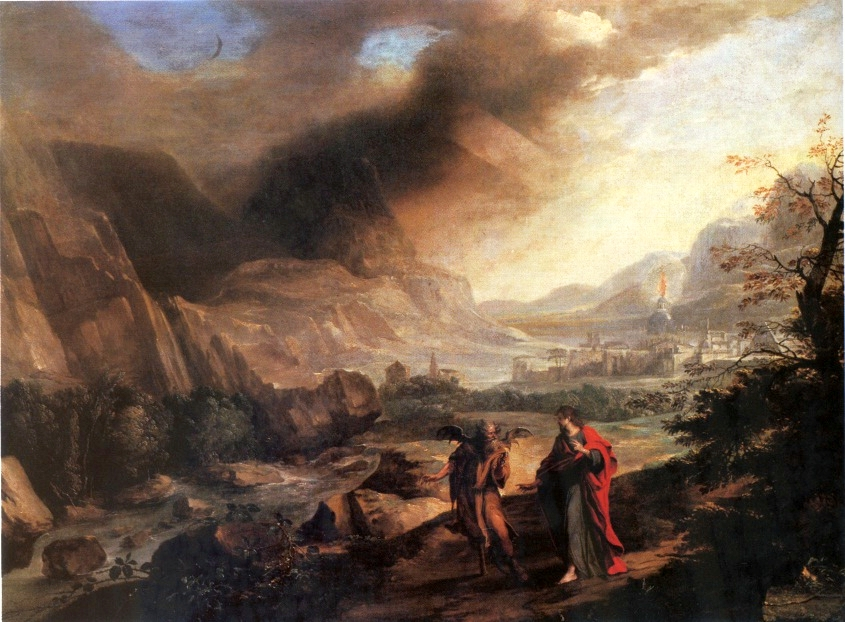
TENTAÇÃO DE CRISTO (1663) — Philips Augustijn Immenraet (1627–1679) — Museu João Paulo II, Varsóvia.

Quadragesima, expressão latina típica na liturgia, denomina o período de quarenta dias de preparação para a Páscoa e que alude ao simbolismo do número quarenta com que o Antigo e o Novo Testamento representam os momentos salientes da experiência da fé da comunidade judaica e cristã.
Em seu simbolismo, este número não significa um tempo cronológico exato, ritmado pela sequência de dias, mas uma representação sociocultural de um período de duração significativa para uma comunidade de crentes.
Na Bíblia, o número quarenta aparece em diversos momentos significativos, a saber:

### Antigo Testamento
Na história de Noé (Gênesis 7:4-12 e Gênesis 8:6), durante o dilúvio, é o tempo transcorrido na arca, junto com a sua família e com os animais. Após o dilúvio, passaram mais quarenta dias antes de tocar a terra firme.
Na narrativa referente a Moisés, é o tempo de sua permanência no monte Sinai — quarenta dias e quarenta noites — para receber a Lei (Êxodo 24:18). Quarenta anos dura a viagem do povo judeu do Egito para a Terra prometida (Deuteronômio 8:2-4).
No Livro dos Juízes, refere-se a quarenta anos de paz de que Israel goza sob os Juízes (Juízes 3:11).
O profeta Elias leva quarenta dias para chegar ao monte Horeb, onde se encontra com Deus (I Reis 19:8).
Os cidadãos de Nínive fazem penitência durante quarenta dias para obter o perdão de Deus (Jonas 3:4-5).
Quarenta anos duraram os reinados de Saul (Atos 13:21), de Davi (II Samuel 5:4-5) e de Salomão (I Reis 11:42), os três primeiros reis de Israel.
O simbolismo do número quarenta também está presente em Salmos 95:10, referindo-se aos número de anos que o povo judeu caminhou pelo deserto.

### Novo Testamento
Jesus foi levado por Maria e José ao Templo, quarenta dias após o seu nascimento, para ser apresentado ao Senhor (Lucas 2:22). Este período de quarenta dias era determinado pela lei judaica, quando uma mulher desse à luz a um filho homem. Foi a soma dos dias para a circuncisão de Jesus, após o parto, mais o período para a purificação de Maria. Só então ela poderia entrar no santuário (Levítico 12:2-4).
Jesus, antes de iniciar a sua vida pública, retira-se no deserto por quarenta dias e quarenta noites, sem comer (Mateus 4:2 e Lucas 4:1-2).
Durante quarenta dias Jesus ressuscitado instrui os seus discípulos, antes de subir ao Céu e enviar o Espírito Santo (Atos 1:1-3).

## Igreja Católica
Na Igreja Católica, o Tempo da Quaresma decorre desde a Quarta-feira de Cinzas até o início da Celebração da Ceia do Senhor, na Quinta-feira Santa. A semana que precede a Páscoa é chamada pela tradição de Semana Santa.
Antes da reforma litúrgica pós-conciliar, havia ainda os períodos denominados quinquagésima, sexagésima e septuagésima.

### Tempo de penitência, oração e conversão
O Papa Bento XVI, na Audiência Geral de Catequese, no dia 22 de Fevereiro de 2012, sobre o significado litúrgico dos "quarenta dias da Quaresma", assim definiu:
“Trata-se de um número que exprime o tempo da expectativa, da purificação, do regresso ao Senhor e da consciência de que Deus é fiel às suas promessas.”
No que se refere aos dias e tempos de penitência, o Código de Direito Canônico da Igreja Católica prescreve todas as sextas-feiras do ano e o tempo da Quaresma (Cân. 1250).
Na disciplina católica, todos os fiéis, cada qual a seu modo, têm obrigação de fazer penitência. Prescreve-se, neste contexto disciplinar, que nos dias de penitência os fiéis de modo especial se dediquem à oração, exercitem obras de piedade e de caridade, se abneguem a si mesmos, cumprindo mais fielmente as próprias obrigações e sobretudo observando o jejum e a abstinência, segundo as normas do Direito Canônico (Cân. 1249).
Os fiéis são exortados a guardarem a abstinência de carne ou de outro alimento segundo as determinações da conferência episcopal, todas as sextas-feiras do ano, a não ser que coincidam com algum dia enumerado entre as solenidades. Os fiéis devem seguir o preceito da abstinência e do jejum na Quarta-feira de Cinzas e na Sexta-feira da Paixão e Morte de Nosso Senhor Jesus Cristo (Cân. 1251).
A obrigação do cumprimento da lei da abstinência recai sobre os maiores de treze anos. Estão sujeitos à lei do jejum todos os maiores de idade até terem começado os sessenta anos. A norma canônica insiste que todas as pessoas, mesmo as dispensadas da lei da abstinência e do jejum, sejam formadas no sentido genuíno da penitência (Cân. 1252).
Após a reforma conciliar a adaptação das práticas de penitência nos diversos lugares do mundo, ficou sob a responsabilidade das conferências episcopais. Estas “podem determinar mais pormenorizadamente a observância do jejum e da abstinência, e bem assim substituir outras formas de penitência, sobretudo obras de caridade e exercícios de piedade, no todo ou em parte, pela abstinência ou jejum” (Cân. 1253).

### Liturgia quaresmal

#### Quarta-feira de Cinzas
A liturgia da Quarta-feira de Cinzas (Feria quarta cinerum, em latim) abre o tempo da Quaresma, não se diz o Glória, nem o Creio, na missa. O nome vem das cinzas que nesse dia são bentas e impostas na cabeça dos fiéis, como símbolo da vida efêmera e passageira e convite à penitência.
O rito da bênção das cinzas realiza-se na quarta-feira que precede o primeiro domingo da Quaresma, antes da missa principal, para logo em seguida, e durante todo o dia, ser imposta aos fiéis que o pedirem.  A cinza é proveniente dos ramos bentos do Domingo de Ramos do ano anterior.
A imposição se faz no alto da cabeça, em forma de cruz acompanhada de uma das seguintes das admoestações:
–  …arrependei-vos e crede no Evangelho. (Marcos 1:15)
– …porquanto tu és pó, e em pó te hás de tornar. (Gênesis 3:19)
Não é necessário que o rito da bênção e imposição das cinzas seja unido à missa; pode ser celebrado sem missa.

#### Domingos e solenidades
O Tempo da Quaresma tem seis domingos, que são chamados de I, II, III, IV, V e Domingo de Ramos da Paixão (VI). Esses domingos têm sempre precedência, mesmo sobre as festas do Senhor e sobre qualquer solenidade.
As solenidades de São José (19 de março) e da Anunciação do Senhor (25 de março), assim como outras possíveis solenidades dos calendários particulares, são antecipadas para o sábado ou são adiadas para a segunda-feira, caso coincidam com esses domingos.
Nos domingos da Quaresma não se canta ou recita o hino do Glória, nem se canta ou recita o Aleluia; faz-se, porém, sempre se faz a profissão de fé.
O quarto domingo da Quaresma é denominado Domingo Laetare, assim chamado pela primeira palavra do introito em latim: Laetare Jerusalem (Alegra-te, Jerusalém!). Os paramentos da missa e do ofício solene podem ser rosáceos.
O sexto domingo da Quaresma é denominado Domingo de Ramos (Dominica palmarum, em latim), domingo que precede a festa da Páscoa, assim chamado porque antes da missa principal se realiza a bênção dos ramos, seguida de procissão.

#### Cores litúrgicas
A  cor litúrgica do Tempo da Quaresma é o roxo; para o 4.º domingo, chamado Domingo da Alegria, é permitido o uso da cor rosa. No Domingo de Ramos, a cor das vestes litúrgicas do celebrante é a vermelha (IGMR, n. 346).